# Luksemburscy posłowie do Parlamentu Europejskiego 2019–2024
Luksemburscy posłowie IX kadencji do Parlamentu Europejskiego zostali wybrani w wyborach przeprowadzonych 26 maja 2019, w których wyłoniono 6 deputowanych.

## Posłowie według list wyborczych
Partia Demokratyczna
- Charles Goerens
- Monica Semedo

Chrześcijańsko-Społeczna Partia Ludowa
- Martine Kemp, poseł do PE od 24 października 2023
- Isabel Wiseler-Santos Lima

Zieloni
- Tilly Metz

Luksemburska Socjalistyczna Partia Robotnicza
- Marc Angel, poseł do PE od 10 grudnia 2019

Byli posłowie IX kadencji do PE
- Nicolas Schmit (z listy LSAP), od 30 listopada 2019
- Christophe Hansen (z listy CSV), od 23 października 2023